# Germain Chasteigner de la Chasteigneraye
Pour les autres membres de la famille, voir Famille de Chasteigner.
Germain Chasteigner de la Chasteigneraye  (né à Tournon-d'Agenais le 20 avril 1712, mort le 29 septembre 1781), est un ecclésiastique qui fut évêque de Saintes de 1763 à 1781.

## Biographie
Germain Chasteigner dit de la Chasteigneraye est issu d'une noble famille de l'Agenais. Il est le fils de Gaspard-Joseph de Castagnier et de son épouse Marie de Timbrune-Valence. Il nait dans la paroisse de Sainte-Foy d'Anthé désormais incluse dans la commune de Tournon-d'Agenais.
En 1737, il est reçu chanoine-comte, au sein du Chapitre de Saint-Jean de Lyon.
Il est aumônier du roi en 1746, il est nommé évêque de Saintes en 1763, confirmé le 20 février 1764 et consacré en mars par l'archevêque de Reims. Il participe à l'assemblée générale du clergé de France en 1775 à Paris au couvent des Grands Augustins. Il reçoit en commende le prieuré de la Cour-Dieu en Limousin, et meurt le 29 septembre 1781 avant d'être inhumé dans le chœur de la cathédrale.